# イラクリス・テッサロニキVC
GSイラクリス・テッサロニキ（G.S. Iraklis Thessaloniki (ギリシア語: Γ.Σ. Ηρακλής Θεσσαλονίκης)）は、ギリシャ・テッサロニキを本拠地とする男子バレーボールクラブ。

## 歴史
1921年創設。イラクリス・テッサロニキVCは、1908年創設の総合スポーツクラブ・GSイラクリス・テッサロニキのバレーボール部門に当たり、テッサロニキと同じ意味である「イラクリス・サロニカ」とも表記される。
2000年にカップ初優勝を果たしたのを機に、オリンピアコス、パナシナイコスの2強に次ぐ、ギリシャA1リーグの強豪クラブへと躍進。2002年、2005年にリーグ優勝とカップ優勝の2冠を達成した。これまでにリーグ優勝4回、カップ優勝5回、スーパーカップ優勝3回を飾っている。また、欧州のクラブ大会の舞台でも実力を発揮し、欧州チャンピオンズリーグで3度のファイナル進出は、ギリシャのクラブでは最多回数となった。

## 主な成績
ギリシャリーグ
- 優勝：2002、2005、2007、2008

 ギリシャカップ
- 優勝：2000、2002、2004、2005、2006

 ギリシャスーパーカップ
- 優勝：2004、2007、2008

 欧州チャンピオンズリーグ
- 準優勝：2005、2006、2009

## 歴代所属選手
- プラメン・コンスタンティノフ
- フランツ・グランボルカ
- スロボダン・ボシュカン
- マテイ・チェルニック
- クレイトン・スタンリー
- ロイ・ボール
- スティーブ・ブリンクマン

## ユニフォーム
ホーム
- メインカラーのネイビー。シャツネームと背番号はホワイト。

アウェイ
- サブカラーのホワイトとブルー。シャツネームと背番号はブルー。

リベロ
- 反対色を着用。